# Alex Brown
Alexander Thomas Brown (Bristol, 17 maggio 1979) è un rugbista a 15 britannico, nazionale inglese, che attualmente milita come seconda linea nel Gloucester, in Guinness Premiership.

## Biografia
Dopo le scuole a Bristol, Brown fu ingaggiato dalle giovanili del Bath e, per un breve periodo, dai gallesi del Pontypool, prima di far ritorno nella sua città natale ed essere aggregato alla selezione U-21 del Bristol Rugby. Con questi ultimi vinse il titolo nazionale di categoria nel 2000.
Nella stagione successiva esordì in prima squadra, e per tre stagioni rimase un punto fermo della formazione, giocando più di 60 incontri in Premiership con due mete. Nel 2003 Brown si trasferì al Gloucester e più o meno contestualmente giunse anche la chiamata nella nazionale inglese "A", nella quale giocò anche per i due anni successivi; nell'autunno 2005 fu aggregato all'Inghilterra maggiore ma dovette rimandare l'esordio, previsto in occasione del test match contro l'Australia, a causa di un infortunio al collo. Comunque, qualche mese più tardi, nel giugno 2006, fu proprio contro l'Australia che Brown debuttò in Nazionale.
Stretto nel ruolo di seconda linea tra Danny Grewcock e Steve Borthwick, fu impegnato nuovamente in due test nel tour estivo del 2007 contro il Sudafrica. Da allora non ha avuto altre occasioni di proporsi a livello internazionale, anche se rimane tra i selezionandi del gruppo della rappresentativa maggiore.